# Port de Dirham
Le port de Dirhami (estonien : Dirhami sadam, code EE DIR  est un port de la mer Baltique au nord-ouest de l'Estonie,.

## Présentation
Le port de marchandises et de passagers est situé  dans le village de Dirhami (et) de la  commune de Lääne-Nigula.
Le port de Dirham est une marina pendant les mois d'été et fonctionne comme un port de pêche et de commerce très actif en hiver.
Le territoire du port s'étend sur 44 000 m2 de terre et 65 000 m2 d'eau.
Le port dispose de 7 quai d'une longueur totale de 331 m. La plus grande profondeur à quai est de 4,3 m.
Le plus grand navire pouvant être recu au port a une longueur maximale de 90 m, une largeur maximale de 12 m, et un tirant d'eau maximum de 3,7 m.
L'entrée ne peut être difficile que par vent fort de nord et nord-est. Le port est libre de glace toute l'année et bien protégé des tempêtes. Les visiteurs peuvent utiliser les services d'hygiène de base, une station-service, l'eau potable, la collecte des eaux de cale et des déchets, le stockage des bateaux.

## Galerie

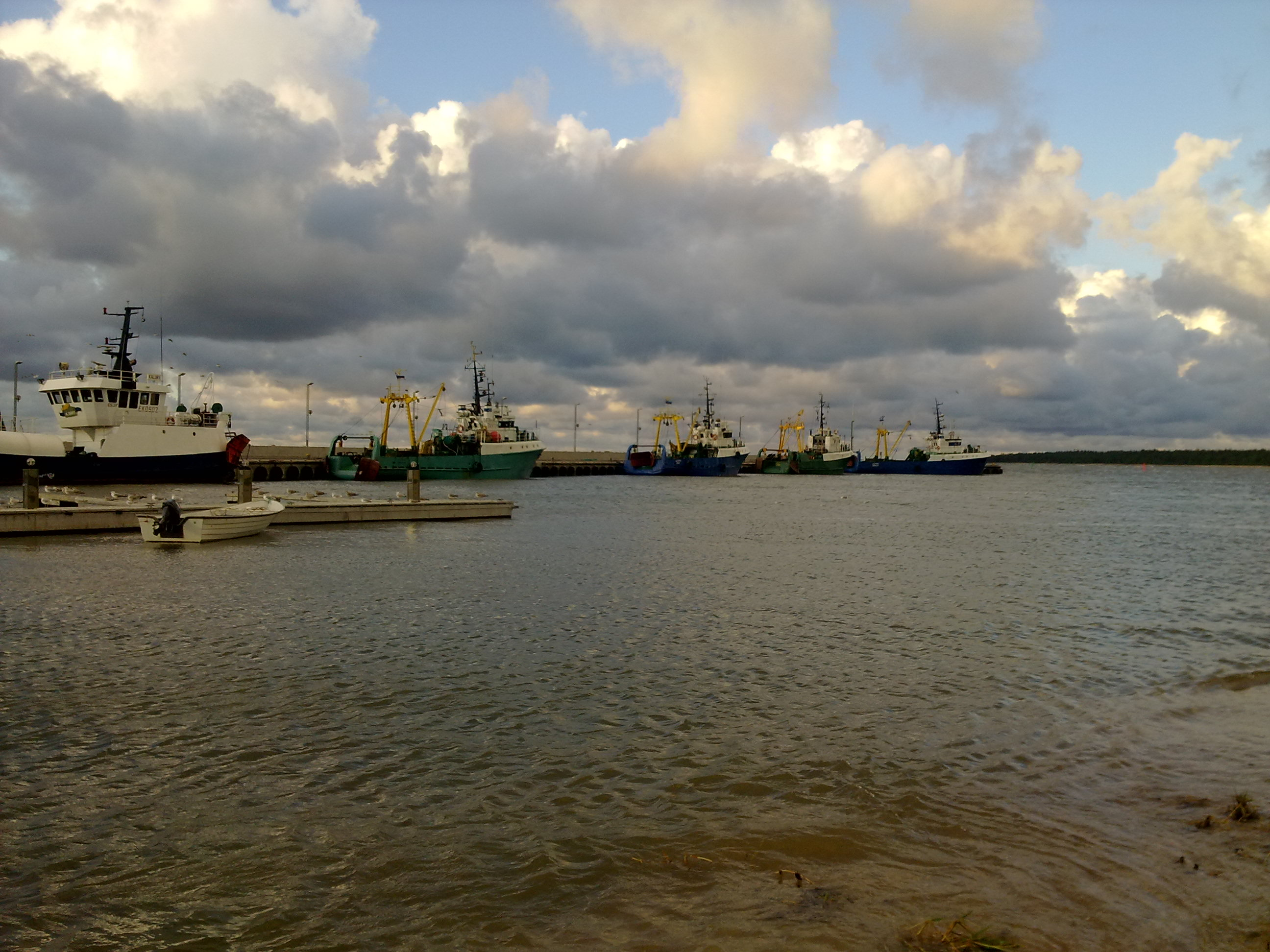